# Matt Harding
Matthew „Matt“ Harding (* 27. září 1976 Westport, Connecticut) je americký herní vývojář a internetová celebrita známá jako "Dancing Matt" pro jeho populární videa Where the Hell is Matt?, na kterých tančí svůj specifický tanec před památkami a zajímavými místy v mnoha zemích světa.
Pochází původně z Westportu v Connecticutu. Od střední školy pracoval v herním průmyslu, například pro Activision, časem ho začala jeho práce frustrovat. Opustil ji poté, co jeho vedoucí vzali vážně jeho sarkasticky myšlený návrh, aby v příští hře bylo úkolem postřílet celé lidstvo. Toto mimochodem vyústilo v hru Destroy All Humans!
Ve svých videích chce lidi povzbudit k cestování a zároveň ukázat zajímavá místa na světě.

## Ohlas v médiích
Mattova videa se objevila i v televizních pořadech, například:
- The Screen Savers (17. březen, 2005)
- MSNBC's Countdown s Keith Olbermann (18. srpen, 2005)
- Inside Edition (19. srpen, 2005)
- The Ellen DeGeneres Show (10. říjen, 2005)
- Rude Tube (15. únor, 2008)
- 40 Greatest Internet Celebrities na VH1
- Jimmy Kimmel Live (6. srpen, 2008)
- Enough Rope (18. srpen, 2008)
- The Daily Show (6. listopad, 2008)

V roce 2007 uvedl Jawed Karim, jeden ze zakladatelů YouTube, že jeho videa patří k jeho oblíbeným.
22. července 2008, předvedla NASA Mattovo 3. video na jejich webové stránce APOD (Astronomy Picture of the Day) s titulkem „Happy People Dancing on Planet Earth“. Na stránkách se uvádí, že „jen málo lidí je schopno dívat se na výše uvedené video, aniž by se usmívali“.

## Videohry, na kterých se Matt podílel
- Destroy All Humans!
- Lemony Snicket's A Series of Unfortunate Events
- Army Men RTS
- Dark Reign 2
- Battlezone II: Combat Commander
- Battlezone
- Zork: Grand Inquisitor